# Derbamont
Derbamont település Franciaországban, Vosges megyében. Lakosainak száma 99 fő (2022. január 1.). Derbamont Madegney, Madonne-et-Lamerey, Regney, Vaubexy, Bazegney, Bouxières-aux-Bois, Bouzemont, Circourt és Gugney-aux-Aulx községekkel határos.

## Népesség
A település népességének változása:
| Lakosok száma | 94   | 104  | 112  | 111  | 112  | 114  | 109  | 104  | 99   |
|               | 2013 | 2015 | 2016 | 2017 | 2018 | 2019 | 2020 | 2021 | 2022 |